# ال. کریگ جانستون
ال. کریگ جانستون (انگلیسی: L. Craig Johnstone؛ زادهٔ ۱ سپتامبر ۱۹۴۲) دیپلمات است. وی قائم‌مقام پیشین کمیساریای عالی سازمان ملل متحد برای پناهندگان بوده است.

## تحصیلات
جانستون مدرک لیسانس خود را در ۱۹۶۴ از دانشگاه مریلند گرفت و تحصیلات تکمیلی خود را در دانشگاه هاروارد گذراند و در ۱۹۷۱ فارغ‌التحصیل شد.

## فعالیت حرفه‌ای
جانستون از ۱۹۶۵ تا ۱۹۷۰ در ویتنام خدمت کرد. وی در این مدت آموزش زبان‌شناس ویتنامی را آموخت، سپس در ابتدا با آژانس توسعه بین‌المللی ایالات متحده و سپس با وزارت امور خارجه ایالات متحده همکاری کرد. پس از بازگشت به ایالات متحده عضو شورای روابط خارجی شد و سپس با مؤسسه سیاست در دانشگاه هاروارد به همکاری پرداخت. جانستون در ۱۹۷۵ در یک مأموریت نجات برای شهروندان ویتنامی که به ایالات متحده کمک کرده بودند به ویتنام بازگشت و سپس به عنوان بخشی از تیمی که در اسکان مجدد پناهندگان ویتنامی کمک می‌کرد به کار پناهندگی خود ادامه داد. سپس در زمینه مذاکرات مصر و اسرائیل برای بازگشتن به صحرای سینا با مصر به مذاکره پرداخت.
جانستون به عنوان مذاکره کننده ویتنام-ایالات متحده به سفارت‌های ایالات متحده در کانادا، جامائیکا و پاریس اعزام شد. او هماهنگ‌کننده وزارت امور خارجه با مجمع عمومی سازمان ملل متحد بود، و همچنین به عنوان معاون دستیار وزیر امور خارجه در آمریکای لاتین خدمت کرد. از سال ۱۹۸۵ تا ۱۹۸۸، او سفیر ایالات متحده در الجزایر بود.
او بین سال‌های ۱۹۸۹ تا ۱۹۹۴ برای شرکت کابوت در بروکسل کار کرد و سپس به مقام دولتی بازگشت تا به عنوان مدیر منابع، برنامه‌ها و سیاست‌گذاری در دفتر وزیر امور خارجه از ۱۹۹۴ تا ۱۹۹۹ خدمت کند. جانستون سپس معاون ارشد رئیس‌جمهور آمریکا در اتاق بازرگانی شد، وی بعد از ترک این سمت معاون اروپایی و مدیر کل کمپانی بوئینگ را برعهده گرفت. در ۲۰۰۷ جانستون به عنوان قائم مقام کمیساریای عالی سازمان ملل متحد برای پناهندگان معرفی شد.
جانستون یکی از اعضای آکادمی دیپلماسی آمریکا، و یکی از اعضای هیئت مدیره پناهندگان بین‌المللی، و مشارکت جهانی «صداهای حیاتی» شد.